# Саліф Кейта (музикант)
Саліф Кейта (нар. 25 серпня 1949) — африканський співак із Малі. Він завоював «Золотий голос Африки». Проте його особливістю є його альбінізм. Він є членом королівської родини Кейта в Малі.

## Біографія

### Раннє життя
Саліф Кейта народився  у селі Джоліба. Він був традиційним принцом.  Проте, оскільки він був альбіносом, що у його культурі вважалося поганим знаком, його сім'я вигнала його з громади. У 1967 році він переїхав з Джоліби в Бамако, там він вступив до спонсорованого урядом Super Rail Band де Бамако . У 1973 році Кейта вступив до групи Les Ambassadeurs . Кейта та Les Ambassadeurs в середині 1970-х років втекли з Малі через політичні заворушення.  Згодомз назву групи було змінено на "Les Ambassadeurs Internationaux".  Les Ambassadeurs Internationaux були відомими на міжнародному рівні в 1970-х роках, і в 1977 році Кейта був нагороджений національним орденом  президентом Гвінеї Секу Туре .
Він є батьком паралімпійського спортсмена Нантеніна Кейта . 

### Кар'єра
Кейта  в 1984 році переселився у Париж, щоб охопити більшу аудиторію. Його музика поєднує традиційні західноафриканські музичні стилі з впливом як Європи, так і Америки.
Кейта уже був відомий в Африці і мав фанатів серед поціновувачів по всьому світу, але в 1987 році його альбом Соро став проривом. Проект був піднотований Ібрагімом Сіллою. Він провидець, який уже відкрив десятки африканських зірок (а згодом стане рушійною силою Африкандо). Аранжування складається з ритм партій, злегка носових жіночих резервних хорів та традиційної перкусії, яка є типовою для малійської музики. 
Кейта часто використовував  балафони, джембе, гітари, кора, органи, саксофони та синтезатори . У 1988 році він виступив на концерті 70-річчя з дня народження Нельсона Мандели, де закликав звільнити Нельсона Манделу з в'язниці. У 1990 році Кейта зробив ще один внесок у " Begin the Beguine " Цей альбом був своєрідною даниною Коулу Портеру / СНІДу Red Hot + Blue, який виробила організвція Red Hot .
Кейта став доволі таки успішним у Європі, як одна з віриканських зірок. Хоча його творчість і часто критикували. Проте після стількох років він повернувся на Батьківщину, в Малі, щоб жити і записувати. Саме там він пише альбом Moffou, який згодом назвуть найкращим за багато років.
До його альбому долучалися  Джо Завінула та Уейна Шортера, барабанщика Пако Сері, гітариста Карлоса Сантану та ударника Білла Саммерса .
У кінці 2009 року він випустив альбом "La Différence" . Цю роботу Кейта присвятив таким, як і він—альбіносам. Він у піснях закликає любити всіх, адже «інший» не означає «поганий». Це був своєрідний прояв проти расизму.  Кейта хотів донести, що, не зважаючи на зовнішні відмінності, всі ми люди і всі ми маємо право на існування. 

Кейта з альбомом Ла Діфференс завоював  нагороду «Найкраща світова музика 2010». Це було його найбільшим досягненням.
У 2013 році Кейта скасував свій виступ в Ізраїлі через погрози. Потім у соцмережах він опублікував пояснення, де написав, що хоч він і скасував захід, все ще любить Ізраїль. 

## Дискографія
- Сейду Батілі - 1982 рік Кейта на Womad 2010, Чарлтон Парк, Англія
- Соро - 1987 - Манго
- Ко-Янь - 1989 - Манго
- Амінь - 1991 - Манго

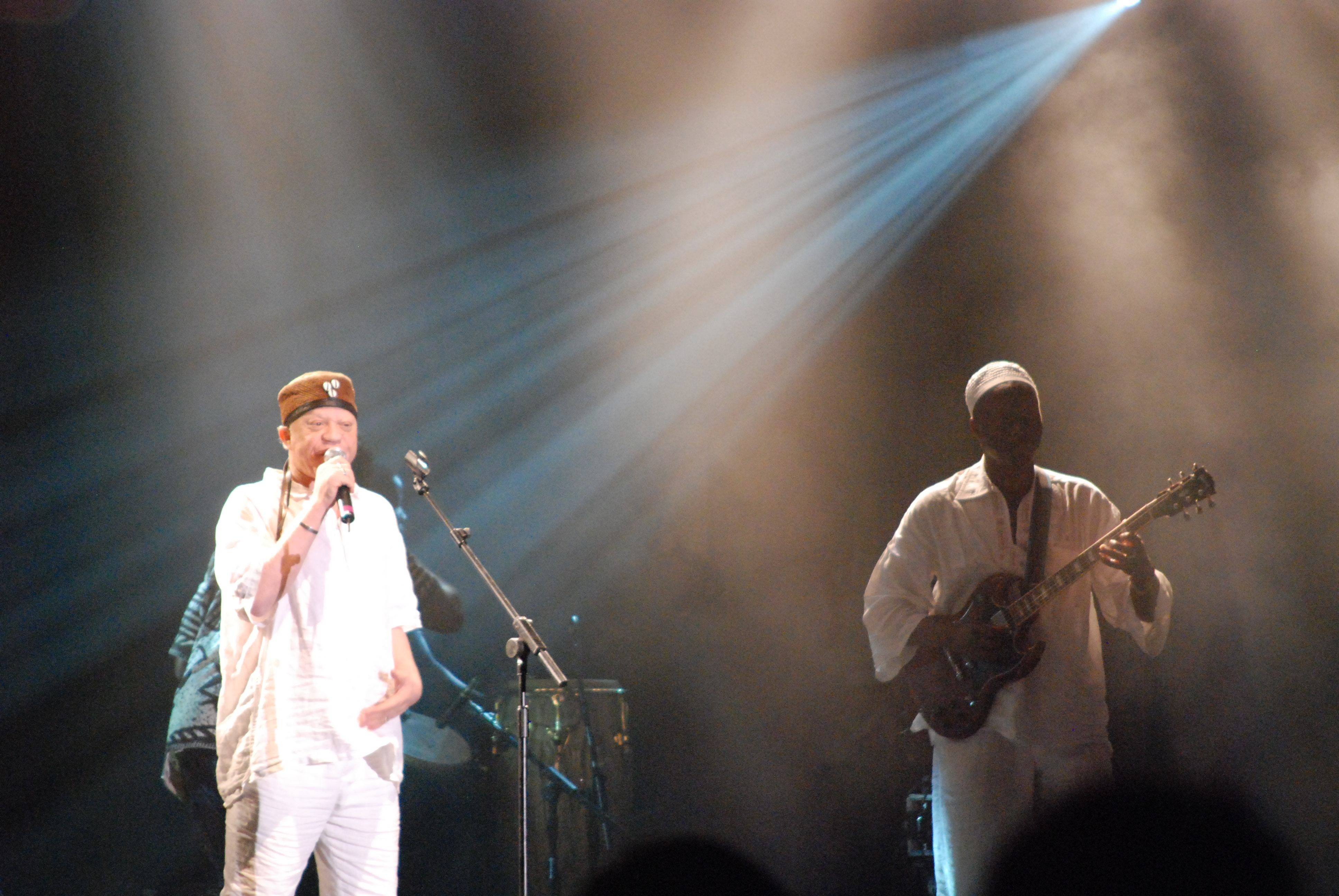
Кейта на Womad 2010, Чарлтон Парк, Англія

- Доля благородного ізгоя - 1991 - PolyGram
- 69–80 - 1994 - Sonodisc
- Фолон - 1995 - Манго
- Rail Band - 1996 - Мелодія
- Сейду Батілі - 1997 - Сонодіск
- Папа - 1999 - Блакитна нота
- Мама - 2000 - Капітолій
- Найкраще від Саліфа Кейти - 2001 - Wrasse Records
- Сосі - 2001 - Mellemfolkeligt
- Моффу - 2002 - Універсальний джаз Франція
- Саліф Кейта Найкраще з ранніх років - 2002 - Wrasse Records
- Ремікси від Moffou - 2004 - Universal Jazz France
- M'Bemba - 2005 - Universal Jazz France
- Загублений альбом - 1980 (перевиданий 2005) - Cantos
- La Différence - 2009 - Emarcy
- Тале - 2012 - з Філіппом Коен-Солалом
- Un Autre Blanc - Наївні рекорди 2018 року

Доступні також багато збірників 

## Кліп
- Yamore (2002) (з Сезарія Евора )

## Музичні кліпи
| Рік      | Відео               |
| -------- | ------------------- |
| 2002 рік | «Yamore» (з Евора ) |

## Подальше читання
- Шеріф Кейта, ізраїльський посол: Музична одісея Саліфа [Архівовано 4 березня 2016 у Wayback Machine.] Кейти Незалежна видавнича платформа CreateSpace (1 лютого 2011 р.) На 45-й хвилині цього інтерв’ю Шеріф Кейта починає говорити про Саліфа Кейту.